# Chaufour-Notre-Dame
Chaufour-Notre-Dame est une commune française, située dans le département de la Sarthe en région Pays de la Loire, peuplée de 1 164 habitants.
Anciennement Chauffour, puis Chaufour, la commune prend son nom actuel en 1919.
La commune fait partie de la province historique du Maine, et se situe dans la Champagne mancelle.

## Géographie
La commune est desservie par le service  de transport de la SETRAM par la ligne de bus no 33.
| La Quinte       | Degré               | Aigné  |
| Coulans-sur-Gée | Chaufour-Notre-Dame | Trangé |
|                 | Souligné-Flacé      | Fay    |

### Climat
Pour des articles plus généraux, voir Climat des Pays de la Loire et Climat de la Sarthe.
En 2010, le climat de la commune est de type climat océanique dégradé des plaines du Centre et du Nord, selon une étude du CNRS s'appuyant sur une série de données couvrant la période 1971-2000. En 2020, Météo-France publie une typologie des climats de la France métropolitaine dans laquelle la commune est exposée à un climat océanique et est dans la région climatique  Moyenne vallée de la Loire, caractérisée par une bonne insolation (1 850 h/an) et un été peu pluvieux. 
Pour la période 1971-2000, la température annuelle moyenne est de 10,9 °C, avec une amplitude thermique annuelle de 14,4 °C. Le cumul annuel moyen de précipitations est de 730 mm, avec 11,8 jours de précipitations en janvier et 7 jours en juillet. Pour la période 1991-2020, la température moyenne annuelle observée sur la station météorologique de Météo-France la plus proche, sur la commune du Mans à 9 km à vol d'oiseau, est de 12,4 °C et le cumul annuel moyen de précipitations est de 693,4 mm,. Pour l'avenir, les paramètres climatiques de la commune estimés pour 2050 selon différents scénarios d'émission de gaz à effet de serre sont consultables sur un site dédié publié par Météo-France en novembre 2022.

## Urbanisme

### Typologie
Au 1er janvier 2024, Chaufour-Notre-Dame est catégorisée bourg rural, selon la nouvelle grille communale de densité à sept niveaux définie par l'Insee en 2022.
Elle appartient à l'unité urbaine de Trangé, une agglomération intra-départementale regroupant deux  communes, dont elle est une commune de la banlieue,,. Par ailleurs la commune fait partie de l'aire d'attraction du Mans, dont elle est une commune de la couronne,. Cette aire, qui regroupe 144 communes, est catégorisée dans les aires de 200 000 à moins de 700 000 habitants,.

### Occupation des sols
L'occupation des sols de la commune, telle qu'elle ressort de la base de données européenne d’occupation biophysique des sols Corine Land Cover (CLC), est marquée par l'importance des territoires agricoles (88,5 % en 2018), une proportion sensiblement équivalente à celle de 1990 (89,3 %). La répartition détaillée en 2018 est la suivante : 
prairies (52,7 %), terres arables (31,8 %), forêts (8 %), zones agricoles hétérogènes (4 %), zones urbanisées (3,5 %). L'évolution de l’occupation des sols de la commune et de ses infrastructures peut être observée sur les différentes représentations cartographiques du territoire : la carte de Cassini (XVIIIe siècle), la carte d'état-major (1820-1866) et les cartes ou photos aériennes de l'IGN pour la période actuelle (1950 à aujourd'hui).

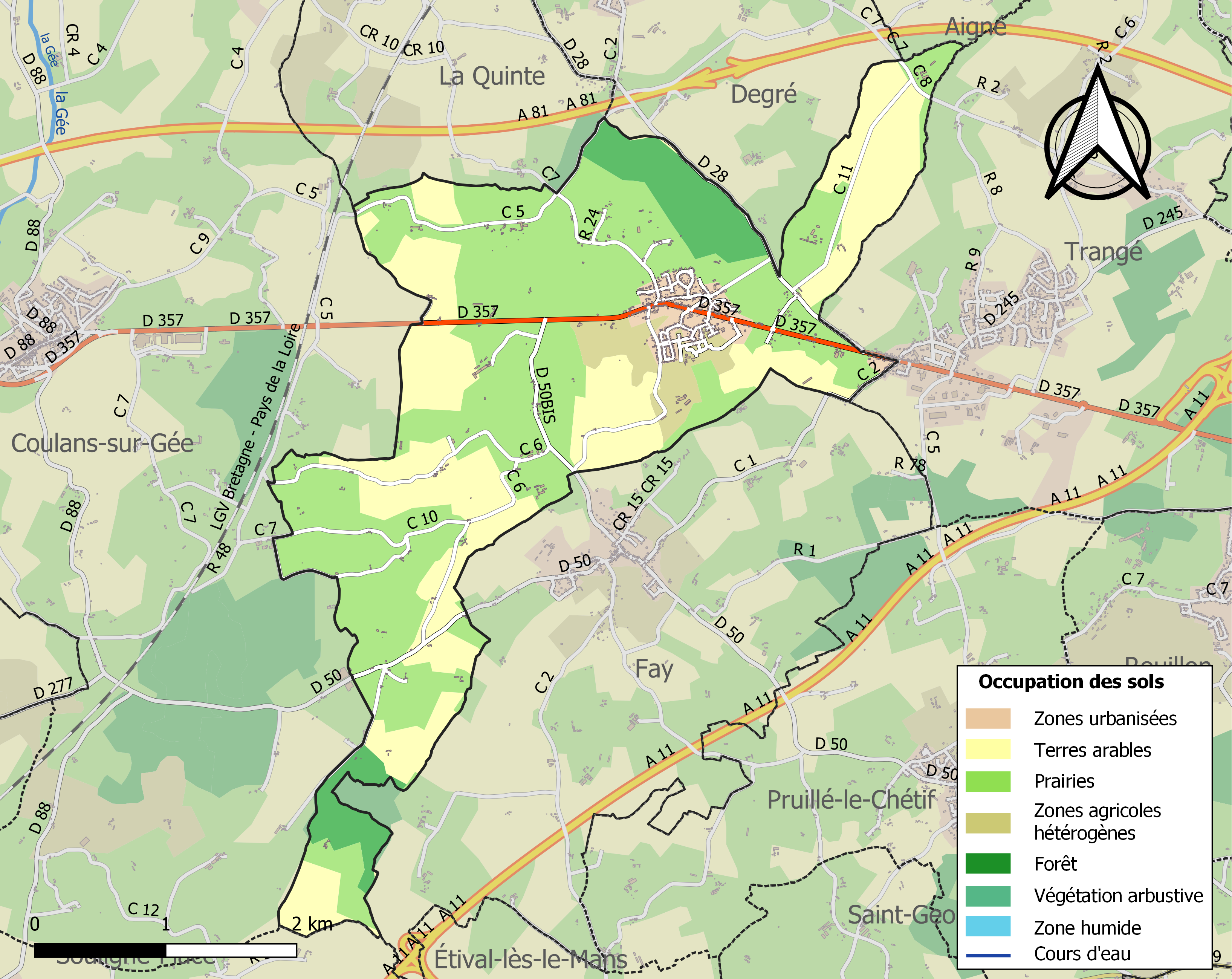
Carte des infrastructures et de l'occupation des sols de la commune en 2018 (CLC).

## Toponymie
Chaufour doit son nom à des fours à chaux établis sur la commune[réf. nécessaire], dont la présence et l'âge sont inconnus.
Le gentilé est Calidofournien.

## Histoire
Non loin du village passe la voie romaine Le Mans-Jublains, au lieu-dit les Maisons Rouges. Comme Coulans et Louplande, Chaufour dépendait de la baronnie de La Suze, et eut pour seigneurs les Champagne de La Suze (cf. Baudouin, † 1560). Pendant la Révolution, Chaufour est le théâtre de l'extermination des restes de l'armée vendéenne, en 1793. Vers 1860, la création de la voie royale 157 va permettre au village de se développer.

## Politique et administration
| Période                                  | Période   | Identité          | Étiquette | Qualité             |
| ---------------------------------------- | --------- | ----------------- | --------- | ------------------- |
| avant 1981                               | ?         | France Celier     |           |                     |
| juin 1995                                | mars 2001 | Pierre Celier     |           |                     |
| mars 2001                                | mars 2008 | André Goussé      |           |                     |
| mars 2008                                | En cours  | Patrice Leboucher | SE        | Exploitant agricole |
| Les données manquantes sont à compléter. |           |                   |           |                     |

## Population et société

### Démographie
L'évolution du nombre d'habitants est connue à travers les recensements de la population effectués dans la commune depuis 1793. Pour les communes de moins de 10 000 habitants, une enquête de recensement portant sur toute la population est réalisée tous les cinq ans, les populations de référence des années intermédiaires étant quant à elles estimées par interpolation ou extrapolation. Pour la commune, le premier recensement exhaustif entrant dans le cadre du nouveau dispositif a été réalisé en 2004.
En 2022, la commune comptait 1 164 habitants, en évolution de +9,3 % par rapport à 2016 (Sarthe : −0,25 %, France hors Mayotte : +2,11 %).
| 1793 | 1800 | 1806 | 1821 | 1831 | 1836 | 1841 | 1846 | 1851 |
| ---- | ---- | ---- | ---- | ---- | ---- | ---- | ---- | ---- |
| 576  | 586  | 622  | 583  | 674  | 708  | 722  | 738  | 729  |

| 1856 | 1861 | 1866 | 1872 | 1876 | 1881 | 1886 | 1891 | 1896 |
| ---- | ---- | ---- | ---- | ---- | ---- | ---- | ---- | ---- |
| 658  | 654  | 677  | 646  | 658  | 591  | 617  | 636  | 644  |

| 1901 | 1906 | 1911 | 1921 | 1926 | 1931 | 1936 | 1946 | 1954 |
| ---- | ---- | ---- | ---- | ---- | ---- | ---- | ---- | ---- |
| 630  | 643  | 607  | 484  | 498  | 478  | 472  | 486  | 495  |

| 1962 | 1968 | 1975 | 1982 | 1990 | 1999 | 2004 | 2006  | 2009  |
| ---- | ---- | ---- | ---- | ---- | ---- | ---- | ----- | ----- |
| 543  | 520  | 541  | 681  | 808  | 810  | 893  | 1 023 | 1 105 |

| 2014  | 2019  | 2022  | - | - | - | - | - | - |
| ----- | ----- | ----- | - | - | - | - | - | - |
| 1 066 | 1 072 | 1 164 | - | - | - | - | - | - |

### Sports

#### Football
À la suite de la fusion entre Trangé et Chaufour en juin 2020, le club Trangé-Chaufour AS est né. Le club propose la pratique du football sur les territoires de Trangé et Chaufour des U7 aux vétérans. Lors de la première saison, l'équipe fanion du club évolue en 3e division de district.[réf. nécessaire]

## Culture locale et patrimoine

### Lieux et monuments
- Église Notre-Dame du XVIIe siècle.
- Chapelle Sainte-Barbe construite vers 1835 et 1840.

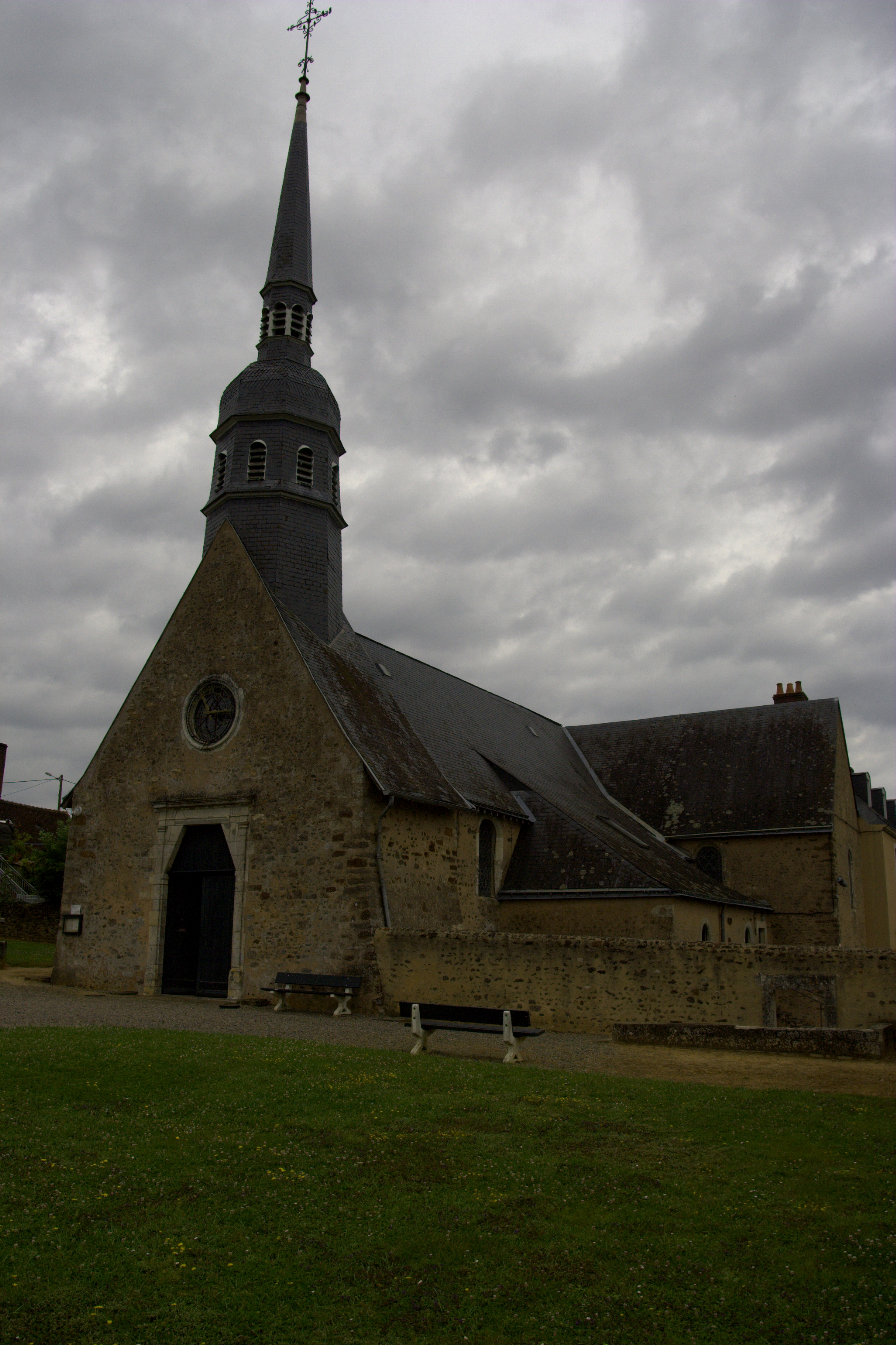
La façade de l'église.
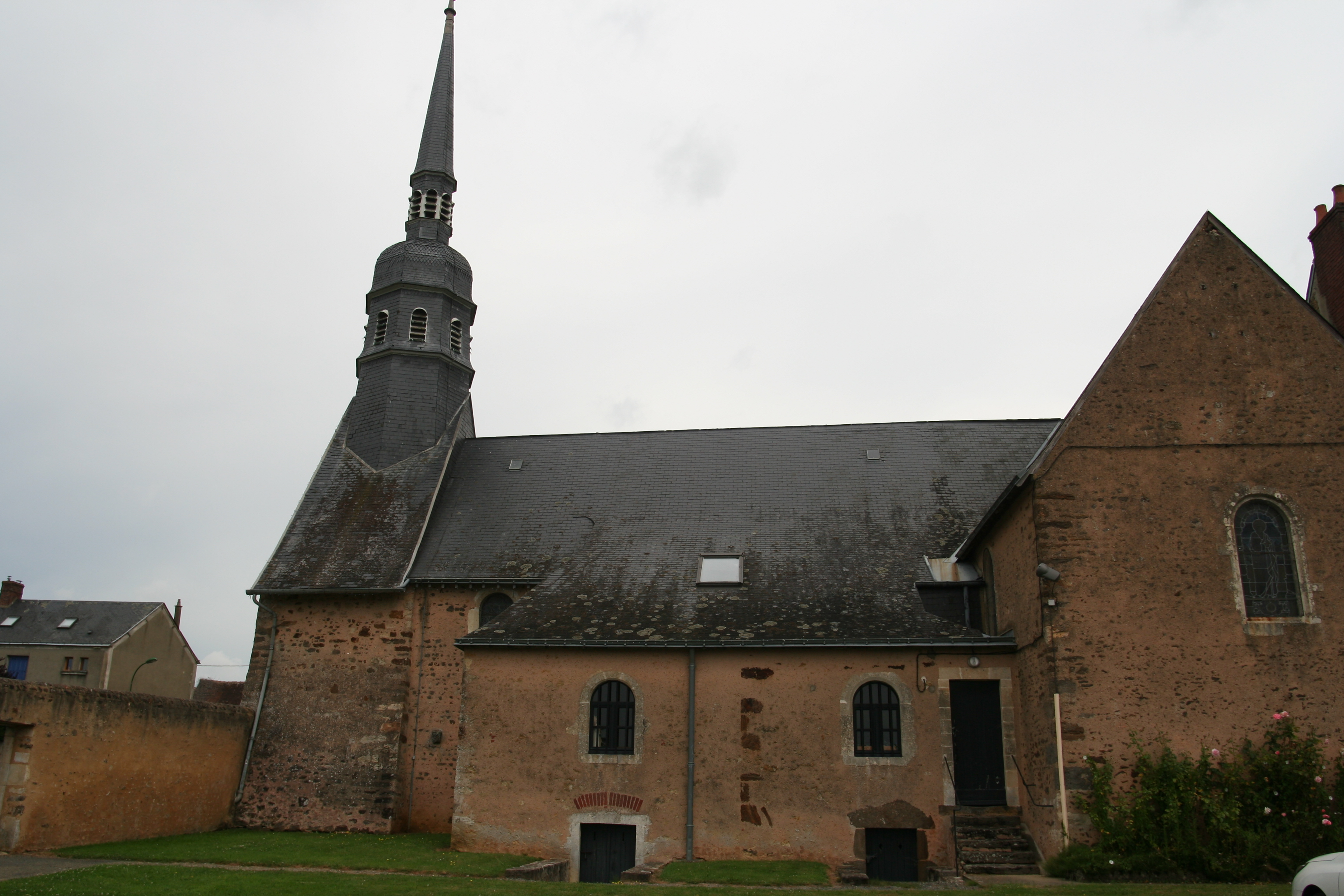
Le transept de l'église.
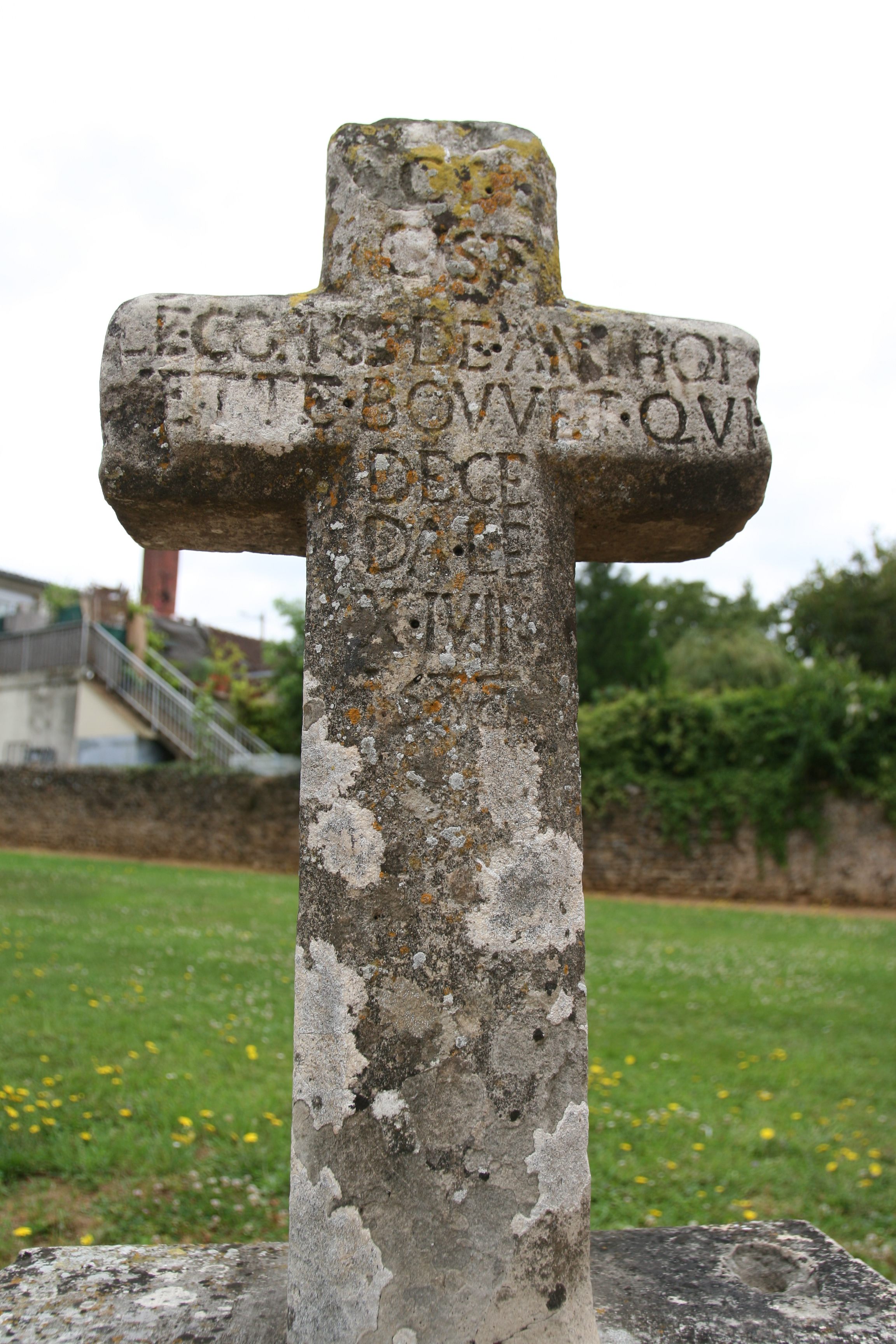
Calvaire à proximité de l'église.

### Personnalités liées à la commune
- Pierre Celier (1917-2010), directeur du groupe Wendel[15].
- Baudouin de Champagne, seigneur de Chaufour, mort en 1560.